# 貴婦人の訪問 (ミュージカル)
貴婦人の訪問（きふじんのほうもん、独語題：Der Besuch der alten Dame）は、2013年に世界初演（トゥルン、スイス）されたミュージカル。フリードリヒ・デュレンマットの同名の戯曲及びそれを原作とした2008年に公開された同名のオーストリア・ドイツ合作映画が基になっている。
作曲はモーリッツ・シュナイダー。歌詞はヴォルフガング・ホーファー。日本語版演出は山田和也。

## あらすじ
億万長者の未亡人となったクレアが財政破綻寸前の故郷、ギュレン市に戻ってきた。人々は、かつての恋人アルフレッドがクレアに財政援助を頼んでくれることを期待していた。そして、クレアを迎える晩餐会。大々的な市への援助を約束したクレアだったが、多額の寄付金と引き換えにある条件を提示する。それは―――「アルフレッドの死」。
クレアの目的は？
そして家族や友人が、アルフレッドに対して下した決断とは――

## キャスト
|                        | 2015年     | 2016年     |
| ---------------------- | ---------- | ---------- |
| アルフレッド           | 山口祐一郎 | 山口祐一郎 |
| クレア                 | 涼風真世   | 涼風真世   |
| マチルデ               | 春野寿美礼 | 瀬奈じゅん |
| マティアス（市長）     | 今井清隆   | 今井清隆   |
| クラウス（校長）       | 石川禅     | 石川禅     |
| ゲルハルト（警察署長） | 今拓哉     | 今拓哉     |
| ヨハネス（牧師）       | 中山昇     | 中山昇     |